# When We Last Shook Hands: Cover Songs Volume 1
When We Last Shook Hands: Cover Songs Volume 1 è l’ottavo album in studio del gruppo musicale canadese Great Lake Swimmers, pubblicato nel 2020.

## Tracce
1. Come a Long Way – 3:54
2. Dublin Blues – 4:43
3. Before They Make Me Run – 3:57
4. What Was Going Through My Head – 3:10
5. The Storms Are on the Ocean – 4:03
6. Don't Cry No Tears – 3:02
7. Willow Tree – 3:07
8. The Things That People Make, Part 3 – 4:09
9. The Dark Don't Hide It – 5:00
10. It Keeps Me Up – 3:08
11. The Desperate Kingdom of Love – 3:01
12. You Know More Than I Know – 3:58
13. My Sweet Relief – 3:17
14. Innocent When You Dream – 5:11